# Najat Vallaud-Belkacem
Najat Vallaud-Belkacem  (Beni Chiker, 4 oktober 1977) is een Frans politica. 

## Levensloop
Op 26 augustus 2014 werd ze benoemd tot minister van Nationaal Onderwijs in de regering-Valls II. Eerder was zij minister van Vrouwenrechten en woordvoerder van de Regering in de regering-Ayrault II en minister van Vrouwenrechten, Stad, Jeugd en Sport in de regering-Valls I.  De in Marokko geboren maar in Amiens opgegroeide Belkacem was tijdens de campagne van Ségolène Royal  al campagnewoordvoerster bij de PS, en vervulde in 2012 ook deze rol voor François Hollande. Na diens verkiezing tot president werd ze benoemd tot minister van vrouwenrechten. Daarnaast kreeg ze ook als opvolgster van Valérie Pécresse de rol van regeringswoordvoerster toebedeeld. Als minister introduceerde zij experimentele modules in het lager onderwijs, L'ABCD de l'égalité om seksisme en genderstereotypering te bestrijden. Deze experimenten, waar 600 schoolklassen aan deelnamen, riepen grote weerstand op onder brede lagen van de Franse bevolking, hetgeen leidde tot demonstraties en protestacties waarbij kinderen gedurende één dag van school werden thuisgehouden. Na het ontslag van de regering-Ayrault II werd ze opnieuw minister in de regering-Valls I, ditmaal met de portefeuilles Vrouwenrechten, Stad, Jeugd en Sport. Het controversiële ABCD de l'égalité werd teruggetrokken. In augustus 2014 wordt ze minister, bevoegd voor Onderwijs, Hoger Onderwijs en Onderzoek in de regering-Valls II. Ze hernam deze post in de op 6 december 2016 geïnstalleerde regering-Cazeneuve.
Ze is getrouwd en moeder van een tweeling.
In juni 2017 was ze kandidaat voor de wetgevende verkiezingen in de kiesomschrijving van Villeurbanne bij Lyon. Ze verloor tegen Bruno Bonnell, kandidaat voor En Marche.